# Elana Wolff
Elana Wolff est une poète, essayiste, traductrice, éditrice et enseignante canadienne.

## Biographie
Elana Wolff poursuite ses études à Toronto, là où elle grandit. Elle enseigne l’anglais langue seconde à l’Université York ainsi qu'à l’Université hébraïque de Jérusalem. En plus de sa pratique d'écriture, elle se consacre à l'édition ainsi qu'à l’animation d’ateliers communautaires d’art thérapeutique,.
Elana Wolff publie plusieurs livres de poésie ainsi qu'un recueil d’essais sur la poésie. En 2001, elle publie son premier recueil de poésie, Birdheart aux Éditions Guernica. Elle fait ensuite paraitre Mask (2003), You Speak to Me in Trees (2006), Startled night (2011), Everything reminds you of something else (2017) ainsi que Swoon (2020), toujours aux Éditions Guernica.
En 2010, Wolff publie un essai qui s'intitule Implicate Me aux Éditions Guernica. En 2013, certains de ses poèmes sont traduits de l'anglais par Stéphanie Roesler et sont publiés aux Éditions du Noroît sous le titre de Helleborus & alchémille, lequel remporte le Prix de la traduction John-Glassco (2014).
Wolff est aussi coéditrice avec Malca Litovitz d'une anthologie de poèmes qui s'intitule Slow Dancing: Creativity and Illness, Duologue et Rengas (Éditions Guernica, 2008). En 2012, elle publie une seconde anthologie, cette fois-ci en collaboration avec Julie Roorda, intitulée Poet to Poet: Poems written to poets and the stories that inspired them.
Elana Wolff est également traductrice. En collaboration avec Thor Polson et Menachem Wolff, elle traduit de l'hébreu à l'anglais A Hunger Artist & Other Stories; Poems and Songs of Love (Éditions Guernica, 2014).
Ses textes paraissent dans plusieurs revues canadiennes, américaines et anglaises.
En plus d'être finaliste du Prix Acorn-Plantos (2007) Elana Wolff est récipiendaire du F.G. Bressani Prize for Poetry et le GritLit Award (2008) ainsi que du Canadian Jewish Literary Award for Poetry (2020),.

## Œuvres

### Poésie

#### Français
- Helleborus & alchémille, traduit de l'anglais par Stéphanie Roesler, Montréal, Éditions du Noroît, 2013, 100 p. (ISBN 9782890188211)

#### Anglais
- Birdheart, Toronto, Guernica, 2001, 200 p. (ISBN 9781550711462 et 1550711466)
- Mask, Toronto, Éditions Guernica, 2003, 81 p. (ISBN 978-1550711813 et 1550711814)
- You Speak to Me in Trees, Toronto, Éditions Guernica, 2006, 84 p. (ISBN 978-1550712476 et 1550712470)
- Startled night, Toronto, Éditions Guernica, 2011, 74 p. (ISBN 9781550713480)
- Everything reminds you of something else, Toronto, Éditions Guernica, 2017, 71 p. (ISBN 9781771831895)
- Swoon, Toronto, Éditions Guernica, 2020, 85 p. (ISBN 978-1771835077 et 1771835079)

### Essai

#### Anglais
- Implicate Me, Toronto, Éditions Guernica, 2010, 152 p. (ISBN 978-1550713237 et 155071323X)

### Anthologies

#### Anglais
- Slow Dancing: Creativity and Illness, Duologue et Rengas, en collaboration avec Malca Litovitz, Toronto, Éditions Guernica, 2007, 96 p. (ISBN 978-1550712636 et 1550712632)
- Poet to Poet: Poems written to poets and the stories that inspired them, en collaboration avec Julie Roorda, Toronto, Éditions Guernica, 2012, 150 p. (ISBN 978-1550716450 et 155071645X)

### Traduction

#### Anglais
- A Hunger Artist & Other Stories; Poems and Songs of Love, en collaboration avec Thor Polson et Menachem Wolff, Toronto, Éditions Guernica, 2014, 150 p. (ISBN 978-1550718676 et 1550718673)

## Prix et honneurs
- 2007 - Finalise : Prix Acorn-Plantos
- 2008 - Récipiendaire : F.G. Bressani Prize for Poetry et le GritLit Award (pour You Speak to Me in Trees)[5]
- 2020 - Récipiendaire : Canadian Jewish Literary Award for Poetry[6]